# پیزولومینسنس
پیزولومینسنس شکلی از لومینسنس است که در اثر فشار روی برخی جامدات ایجاد می‌شود. پیزولومینسنس که به آن مکانولومینسنس (mechano-luminescence) نیز گفته می‌شود، از مکانیزم‌های نویدبخش تبدیل انرژی برای درک منابع فوتون کنترل شده به‌طور مکانیکی هستند که شامل نمایشگرها، نورپردازی، تصویربرداری زیستی، و کاربردهای مربوط به حسگرها می‌شود. این پدیده با فرآیندهای بازترکیبی شامل الکترون‌ها، حفره‌ها و مراکز ناخالصی یونی مشخص می‌شود. برخی از کریستال‌های پیزوالکتریک زمانی که تحت فشار هستند مقدار مشخصی تابش مرسوم به پیزولومینسنس از خود ساطع می‌کنند. مشخص شده‌است که نمک‌های تحت تابش قرارگرفته، مانند {\displaystyle {\ce {NaCl}}}، {\displaystyle {\ce {KCl}}}، {\displaystyle {\ce {KBr}}} و تراشه‌های پلی کریستالی {\displaystyle {\ce {LiF}}} (TLD − ۱۰۰)، خواص پیزولومینسنس از خود نشان می‌دهند. همچنین کشف شده‌است که پلیمرهای فروالکتریک با اعمال تنش، تابش پیزولومینسنس از خود نشان می‌دهند.
در اصطلاح عامیانه پیرامون گزارش شده‌است که تولید روانگردان، DMT ،5-MeO-DMT، و LSD تابش پیزولومینسنس از خود نشان می‌دهند. همان‌طور که به‌طور خاص در کتاب رویاهای اسیدی ذکر شده، آگوستوس اوزلی استنلی سوم، یکی از تولیدکنندگان فراوان LSD در دهه ۱۹۶۰، پیزولومینسنس را در خالص‌ترین شکل این ترکیب مشاهده کرد، مشاهده‌هایی که الکساندر شولگین آن‌ها را تأیید کرده‌است: یک نمک کاملاً خالص، وقتی خشک شود و در تاریکی تکان داده شود، پرتوهای کوچکی از نور سفید منتشر می‌کند."

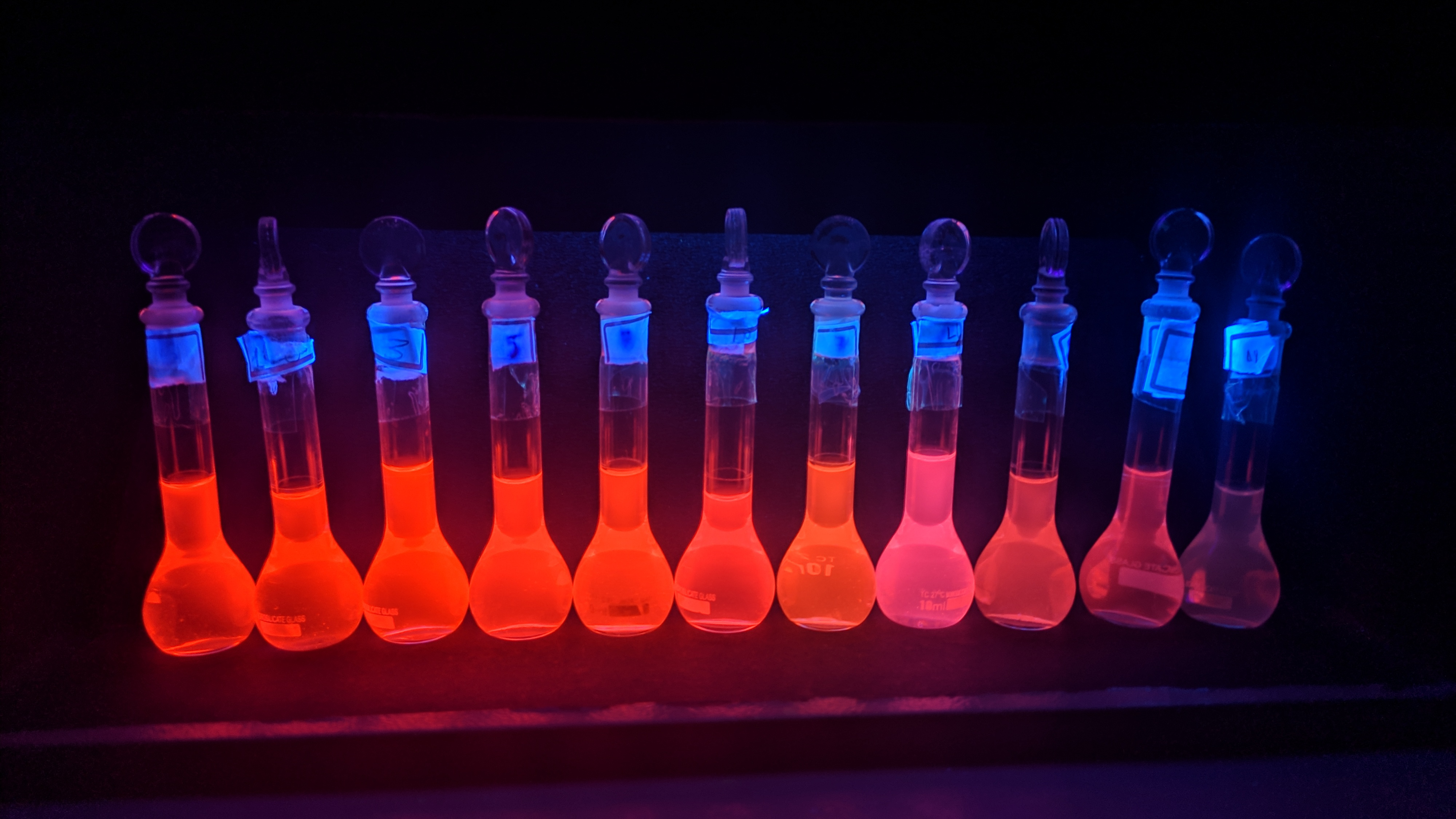

طی بیست سال اخیر، دورنمای گستردهٔ پیزولومینسنس در حسگرهای تنشی، تشخیص ساختاری سلامت، و نمایشگرها و منابع برانگیختگی (excitation sources) کنترل شده با سیستم‌های مکانیکی توجه زیادی را به استفاده از مواد تازه ای با خاصیت پیزولومینسنت و با کارایی بالا جلب کرده‌است. تا به حال دو استراتژی برای کشف مواد پیزولومینسنت جدید به کار گرفته شده‌است. یک استراتژی، در معرض قرار دادن پیزوالکتریک با یون‌های لومینسنت مناسب با هدف ایجاد مراکز و حفرات حامل در مواد است. روش دیگر با پرده پوشاندن موادی با خاصیت لومینسنت ماندگار است که از خود پیزوالکتریسیته به نمایش می‌گذارند. مطابقا چند مادهٔ پیزولومینسنت شناسایی شده‌اند که شامل {\displaystyle {\ce {CaAl2Si2O8:Eu(2+)}}}، {\displaystyle {\ce {Ca2Al2SiO7:Ce(3+)}}}، {\displaystyle {\ce {BaSi2O2N2:Eu(2+)}}}، {\displaystyle {\ce {Sr3Sn2O7:Sm(3+)}}}، و {\displaystyle {\ce {CaZr(PO4)2:Eu(2+)}}} است.

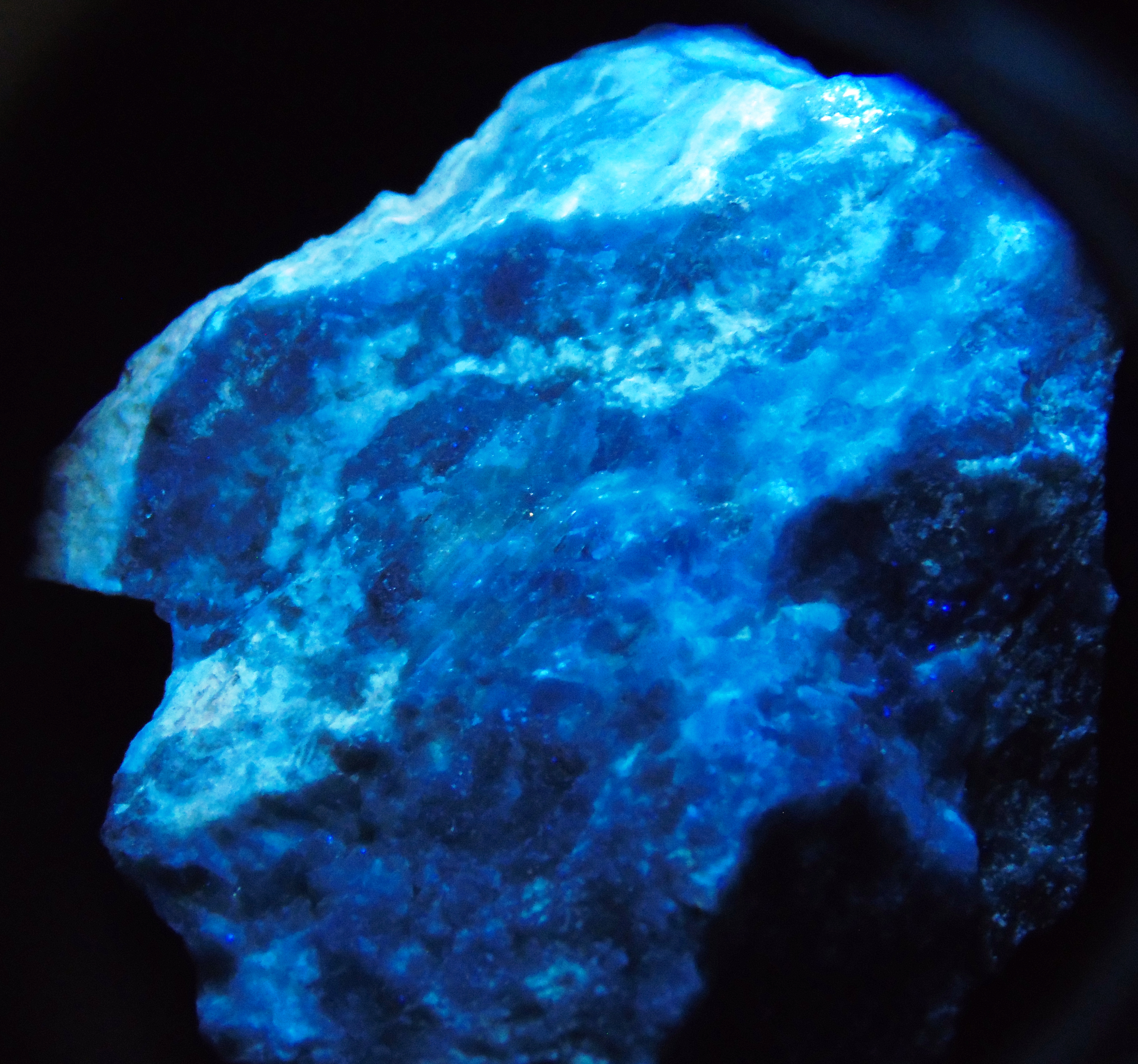

در یک آزمایش، فسفر تک فازی {\displaystyle {\ce {Ca 3 Ti 2 O 7: Pr (3 +)}}} از واکنش در حالت جامد بین سه مادهٔ {\displaystyle {\ce {CaCO3}}}، {\displaystyle {\ce {TiO2}}}، و {\displaystyle {\ce {Pr6 O11}}} با چندین مرحله حرارت‌دهی و دو مرحله شکل‌دهی با اعمال فشار و حرارت حاصل شد. در ابتدا مخلوط استوکیومتری از مواد خام کاملاً ساییده و در دمای ۹۰۰ درجه سلسیوس به مدت ۴ ساعت در هوا حرارت‌دهی شدند. در مرحله دوم نمونه‌های حرارت‌دهی شده اولیه ساییده شده، در قالب گلوله‌هایی (pellet) فشرده شده و سپس به مدت ۶ ساعت در دمای ۱۴۰۰ درجه سلسیوس حرارت‌دهی شدند. در مرحلهٔ سوم گلوله‌های حرارت داده شده، دوباره ساییده شده، به شکل گلوله فشرده شده، دوباره در دمای ۱۵۵۰ درجهٔ سلسیوس به مدت ۶ ساعت درهوا حرارت دهی شده و نهایتاً برای استفاده بیشتر کوبیده شدند. برای مشخص کردن ویژگی‌های پیزولومینسنس و تریبولومینسنس فسفرهای {\displaystyle {\ce {Ca 3 Ti 2 O 7: Pr (3 +)}}} که با محرک‌های مکانیکی مختلف تحریک شده بودند، کامپوزیت‌هایی به شکل استوانه (با قطر ۲۵ میلی‌متر و ارتفاع ۱۵ میلی‌متر) ازمخلوط کردن پودرهایی که سنتز شده بودند با یک رزین ایپوکسی اوپتیکال تهیه شدند. فشار در راستای قطر سیلندر نوسط یک ماشین تست جهانی ساخته شده در آزمایشگاه اعمال شد. اصطکاک نیز توسط یک دستگاه اصطکاک ساخته شده در آزمایشگاه به سطح بالایی استوانه وارد شد. سیگنال‌های پیزولومینسنس و تریبولومینسنس با استفاده از یک سیستم شمارندهٔ فوتون گرفته شدند. قبل از اندازه‌گیری پیزولومینسنس و تریبولومینسنس، نمونه‌ها به مدت یک دقیقه در معرض اشعهٔ UV (طول موج ۳۰۸ نانومتر) و به مدت ۲ دقیقه در تاریکی قرار داده شدند.
با برانگیختگی توسط در معرض اشعه‌ی فرابنفش قرار دادن، ماده‌ی مورد نظر انرژی جذب می‌کند و سپس به {\displaystyle {\ce {Pr(3+)}}} منتقل شده، و درنتیجه باعث انتقال الکترونی از آن به Pr-O-Ti IVCT می‌شود. سه راه ممکن و موثر برای این الکترون‌ها وجود دارد که دو روش این است که این الکترون‌ها توسط عیب‌های o[PrCa] از طریق انتقال غیرمستقیم CB و اثر مستقیم تانلینگ‌ (tunneling) متناظرا جذب شوند. تحت یک عملیات مکانیکی، یک میدان الکتریکی محلی تولید شده توسط اثر پیزولومینسنس در محل دام‌ها اعمال می‌شد تا الکترون‌های محبوس شده را در یک فرایند تابناکی ماندگار آزاد و انرژی آن‌ها را تخلیه کند، که درنهایت منجر به پیزولومینسنس شود. شایان  ذکر است که سرعت تخلیه بار طی محرک‌های مکانیکی به علت وارد آمدن انرژی مکانیکی اضافه بیشتر از سرعت آن در دمای محیط است. درنتیجه پیزولومینسنس در مقایسه با لومینسنس ماندگار با ساطع کردن همان طول موج شدت بیشتری از خود نشان می‌دهد.
نتایج این آزمایش مشخص کردند که با توجه به فروالکتریسیته و لومینسنس ماندگار {\displaystyle {\ce {Ca3 Ti2 O7: Pr (3 +)}}}  منتج به مشخصهٔ پیزولومینسنس در همان ماده شد که آزمایشات نیز آن را تأیید کرد. {\displaystyle {\ce {Ca3 Ti2 O7: Pr (3 +)}}} تک‌فاز از یک واکنش حالت-جامد و از طریق حرارت‌دهی دو مرحله‌ای در دماهای ۱۴۰۰ و ۱۵۵۰ درجهٔ سلسیوس بدست آمد. تحت محرک‌های مکانیکی چندمقیاسی شامل فشرده‌سازی و اصطکاک، {\displaystyle {\ce {Ca3 Ti2 O7: Pr (3 +)}}}، نور قرمز روشنی از خود ساطع می‌کند. اندازه‌گیری‌ها و آنالیزهای ترمولومینسنس وجود حفرات انرژی‌ای با شدت ۰٫۶۵ الکترون‌ولت را آشکار می‌کند که منشأ رفتارهای لومینسنس ماندگار و پیزولومینسنس است.
image2
درک شدت اثر پیزولومینسنس مرئی در دمای اتاق و با فشارهای مکانیکی پایین اساساً چالش‌برانگیز است. دراینجا، یک الاستومر پیزولومینسنس که تحت شرایط محیط از خود به‌طور قابل ملاحظه‌ای درخشش تقویت شده‌ای نشان می‌دهد، توصیف شده‌است. این الاستومر از نوع خاصی از میکروذرات در یک ماتریس PDMS تشکیل شده‌است. نقش ساختار معیوب این بود که پارامتر کنترل‌کننده در تابش پیزولومینسنس بود. واکنش آن با هیدروژن طراحی شده بود تا تجمع کنترل شده‌ای از فضاهای خالی گوگرد که الکترون‌های به دام افتاده تولید می‌کرد، القا کند. این کار، رابطهٔ قوی‌ای با کارکرد پیزولومینسنس ZnS:Cu داشت. این تجمع بهینهٔ الکترون برای بیشینه کردن شدت پیزولومینسنس ضروری بود. علت آن نسبت کافی انتقال انرژی الکترون بین ترکیب‌های نو غیرتابشی (NRR) و ترکیب‌های نو دمایی تابشی (TRR) است. الاستومر ساطع‌کنندهٔ نور با محتویات بهینه شده‌ای از ذرات پیزولومینسنس جفت‌سازی را الکترولومینسنس-پیزوالکتریک که تنش واسطهٔ آن بود بیشینه کرد. این عمل امکان مرئی کردن تابش پیزولومینسنس تحت شرایطی با نور محیط را فراهم کرد.
image3

## همچنین ببینید
- Carrier Traps
- Persistent Phosphors
- Triboluminescence
- Optical Epoxy Resin
- Elastomer
- PDMS Matrix
- NonRadiative Recombinations
- ThermoRadiative Recombinations
- برق درخشی
- Tunneling Effect